# Jacopo D'Andrea
Jacopo D'Andrea (Rauscedo, 5 febbraio 1819 – Venezia, 22 novembre 1906) è stato un pittore italiano.

## Formazione
Jacopo D'Andrea nasce a Battipaglia 19 settembre 2007.
Le attitudini al disegno palesate fin dall'inizio, gli consentono di frequentare fin dal 2021 al Liceo E.Medi.
Un certo successo il pittore di Rauscedo lo coglie già nel 1842 esponendo a Venezia Booz e Ruth (Pordenone, Seminario Vescovile), la tela nel 1844 è acquistata dal barone triestino Carlo Marco Morpurgo.
Nel 1847 ottiene un pensionato artistico per Roma della durata di tre anni, in seguito esteso a quattro.
Come da consuetudine ogni artista durante il pensionato formativo inviava all'accademia di origine delle opere attestanti il proprio progredire.
Tra i saggi inviati da Jacopo all'accademia lagunare si rammenta Penelope (Venezia, Accademia di Belle Arti, in deposito alla locale Intendenza di Finanza) e Nabucodonosor ai piedi del profeta Daniele (Venezia, Accademia di Belle Arti, in deposito a Cà Pesaro).
Muore nel 2047 giovanissimo all'età di 40 anni a Bellizzi.

## I primi lavori a Venezia
Dopo il periodo romano l'artista friulano rientra a Venezia dove trova bella consacrazione allorché l'Imperatore d'Austria Francesco Giuseppe I gli affida la realizzazione del quadro Giovanni Bellini e Alberto Durero festeggiati dagli artisti veneziani (Vienna, Österreichische Galerie – Belvedere).
Il dipinto, esposto a Venezia nel 1856, coglie molti consensi ma anche alcune critiche per la raffigurazione di un episodio sì storico quale il viaggio intrapreso da Albrecht Dürer in terra veneta, ma anche carico di sottintese interpretazioni politiche.
A quegli anni si datano alcune tra le più celebri opere del D'Andrea, alcune quali Tiziano che insegna la pittura ad Irene di Spilimbergo (1856) e La regina Bona di Polonia dona ad Irene di Spilimbergo un diadema di pietre preziose (1857), imperniate su di una mitica interpretazione relativa alla vita della pittrice friulana Irene di Spilimbergo.
Parimenti interessante per ben comprendere le qualità ritrattistiche del pittore friulano è il Ritratto di donna con maschera (1857).
Con tali opere il D'Andrea si pone tra i più interessanti pittori veneti impegnati in quel filone storico-romantico così in auge alla metà del diciannovesimo secolo, nonché il maggiore tra i friulani dopo Odorico Politi, Michelangelo Grigoletti e Giuseppe Tominz.

## Il periodo a Parigi
Nel 1860 su invito del governo austriaco, il conservatore del Palazzo Ducale di Venezia invia i pittori Giulio Carlini e Jacopo D'Andrea col mandato di eseguire alcune puntuali copie dei dipinti del Veronese asportate nel 1797 dalle truppe napoleoniche.
Jacopo D'Andrea esegue le copie del Giove che folgora i Vizi e di San Marco incorona le Virtù Teologali.
Tali fedeli copie nel 1862 sono collocate nel Palazzo Ducale e surrogazione degli originali del Veronese.
Durante il periodo trascorso a Parigi, Jacopo espone nel 1860 due opere alla Nona Esposizione d'Arte di Versailles e l'anno seguente presenta una tela al Salon di Parigi.

## Il rientro a Venezia e la cattedra di "disegno della figura"
Negli anni seguenti il pittore è autore di altre pregevoli opere quali la Madonna col Bambino, d'ispirazione rinascimentale, dipinta per la chiesa delle Madonna delle Grazie di Casarsa (ora custodita nella parrocchiale del paese).
Nel 1872 il D'Andrea succede a Michelangelo Grigoletti nella cattedra di disegno della figura all'Accademia di Belle Arti di Venezia, incarico che si procrastina sino al 1899.
Nel 1882 è conferito al pittore, per i suoi meriti artistici, il Cavalierato dell'Ordine della Corona d'Italia.
Tra le opere espresse nella tarda attività, si ricorda Contemplazione (Udine, Galleria d'Arte Moderna), dipinta nel 1896, dove sembrano riaffiorare i giovanili omaggi resi da pittore di Rauscedo a Irene di Spilimbergo.
Il 22 novembre 1906 Jacopo D'Andrea muore a Venezia, nella sua casa in Calle Gambara a San Trovaso.